# Wide Eyed and Legless
"Wide Eyed and Legless" is een nummer geschreven en uitgevoerd door Andy Fairweather Low in 1975. Het nummer bereikte in december van dat jaar de zesde plaats in de Britse hitlijst. Het werd oorspronkelijk uitgebracht op Fairweather Lows album La Booga Rooga, dat eerder dat jaar uitkwam. Het nummer werd geproduceerd door Glyn Johns.
In Australië werd het nummer uitgebracht met "Halfway to Everything" (ook een nummer van La Booga Rooga) op de B-kant.
Wide Eyed and Legless: 1970-1997 was de titel van een verzamelalbum dat Fairweather Low in 2004 uitbracht.